# チャイコフスキー団

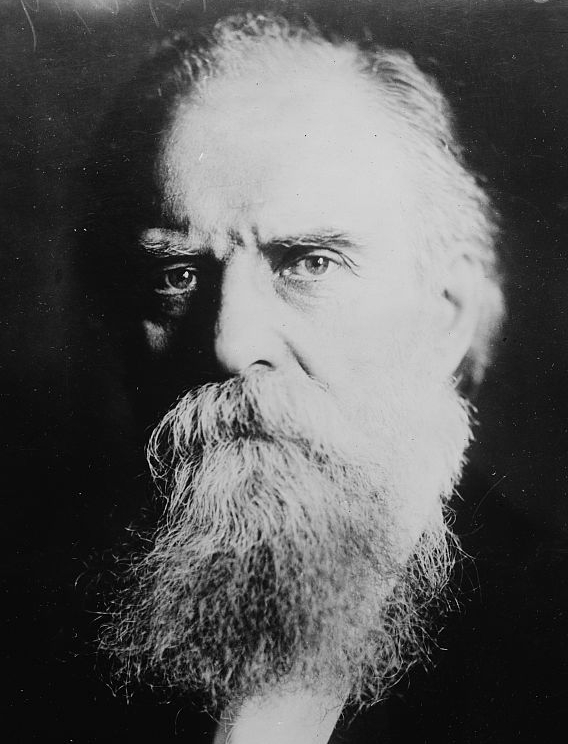
ニコライ・チャイコフスキー

チャイコフスキー団（チャイコフスキーだん、ロシア語: Чайковцы、ラテン文字表記の例：Chaikovtsy、チャイコフスツィ、英語: Circle of Tchaikovsky）、または、大宣伝協会（だいせんでんきょうかい、ロシア語: Большое общество пропаганды、ボリショイ・オブシェストヴォ・プロパガンディ、英語: Grand Propaganda Society）は、ナロードニキ運動弾圧の後に作られたロシアの秘密結社。

## 概要・歴史
1869年、マルク・ナタンソン、オリガ・ナタンソン、ニコライ・チャイコフスキーが、サンクトペテルブルクにて、「チャイコフスキー団」を結成。設立当初は読書会、書籍配布の為の組織であった。次いで、ナロードニキ運動を再発させる形で、団員たちは農民や労働者の扮装で、その中へ入って行く。
中期は、啓蒙目的で、集団農場や工場が作られ、そこで貴族や富豪の子弟が、農民や労働者と一緒に汗を流した。ソフィア・ペロフスカヤは貴族の娘でありながら、職人の妻という触れ込みで、木綿の頭巾に木綿の衣裳、男物の長靴を履いて参加した。ネヴァ川から桶に水を汲んで運びさえした。紡績工場で惨めに働く女工に混じり、一日16時間も働く女子大生もいた。セルデュコフという大学生は、砲兵工廠に潜り込み、そこで読書会を組織した。機械工は賃金が良かったので、あっという間に教養が身に着いた。バックル、ラッサール、ミル、ドレイパー、シュピールハーゲンらの名が、彼らの口をついて出た。弾圧を受けると、秘密の連絡網を作り、逮捕された同志の脱走を計画して実行した。ピョートル・クロポトキンの脱走時には、辻々に見張りを置き、官憲が追いかけてこれぬよう周辺の馬車をすべて借り切り、計画が実行された。その人員、予算を思うに、貴族の子弟ではなく、すでに遺産を相続した貴族そのものが多く在籍した事をうかがわせる。
後期になると、各地に支部を作り、連絡員を配し、支部ごとに活動を行うようになる。官憲に見つかると、その支部は廃して、メンバーはよその都市へ移動する。危険が大きい場合は、外国へ亡命する。この体制は、のちの革命組織に継承されている。1874年にメンバーの大部分が検挙されて193人裁判にかけられ、チャイコフスキーがアメリカ合衆国に逃亡したため組織としては壊滅した（ただし、193人裁判は被告の虐待が問題となり、起訴されたメンバーの大部分は無罪となった）。チャイコフスキー団の主要メンバーは、後の「土地と自由」「人民の意志」と重なる。後になるほどテロリズムを指向するのは、193人裁判以降、政府が言論を弾圧した為である。

## 関連図書
- Avrich, Paul (2006). The Russian Anarchists. Stirling: AK Press. ISBN 1-904859-48-8
- Beran, Michael (2007). Forge of Empires, 1861-1871. New York: Free Press. ISBN 0-7432-7069-X
- Berlin, Isaiah (2008). Russian Thinkers. Penguin Classics. ISBN 978-0-14-144220-4
- Hodge, Carl (2008). Encyclopedia of the Age of Imperialism, 1800-1914. Westport: Greenwood Press. ISBN 0-313-33404-8
- Mavor, James (1914). An Economic History of Russia. London: J.M. Dent & Sons. OCLC 1616923